# Brain (serial telewizyjny)
Brain (hangul: 브레인 Beurein) – południowokoreański serial telewizyjny emitowany na antenie KBS2.
Serial był emitowany od 14 listopada 2011 roku do 17 stycznia 2012 roku, w poniedziałki i wtorki o 21:55, liczy 20 odcinków. 16. odcinek osiągnął najwyższą oglądalność 18,7% (TNmS). Główne role odgrywają w nim Shin Ha-kyun, Choi Jung-won, Jung Jin-young oraz Jo Dong-hyuk.

## Opis fabuły
Lee Kang-hoon (Shin Ha-kyun) jest neurochirurgiem tuż po trzydziestce. Ukończył najbardziej prestiżową szkołę medyczną w Korei z najlepszymi ocenami oraz rezydenturę. Wstydząc się swoich biednych, niewykształconych rodziców, jako dziecko przyrzekł sobie, że zmieni swój los. Wybrał neurochirurgię, najmniej popularny oddział, gdyż łatwo tam mógł zyskać przywileje, nawiązując kontakty ze starszymi lekarzami. W kolei Seo Joon-suk (Jo Dong-hyuk), który urodził się w zamożnej rodzinie, jest osobą, którą Kang-hoon gardzi najbardziej i uważa go za swojego rywala. Kim Sang-chul (Jung Jin-young) jest troskliwym, empatycznym profesorem neurochirurgiem po pięćdziesiątce, który jest mentorem Yoon Ji-hye (Choi Jung-won).

## Obsada

### Główna
- Shin Ha-kyun jako Lee Kang-hoon
- Choi Jung-won jako Yoon Ji-hye
- Jung Jin-young jako Kim Sang-chul
- Jo Dong-hyuk jako Seo Joon-suk

### W pozostałych rolach
- Claudia Kim jako Jang Yoo-jin
- Lee Sung-min jako Go Jae-hak
- Ban Hyo-jung jako Hwang Young-sun
- Park Chul-ho jako Park In-bum
- Im Ji-eun jako Hong Eun-sook
- Jo Soo-min jako Im Hyun-jung
- Kwak Seung-nam jako Yang Bum-joon
- Shim Hyung-tak jako Jo Dae-shik
- Kwon Yul jako Yeo Bong-goo
- Song Ok-sook jako Kim Soon-im, matka Kang-hoona
- Kim Ga-eun jako Lee Ha-young, siostra Kang-hoona
- Kang Ye-seo jako Choi Ryu-bi
- Lee Seung-joo jako Dong Seung-man
- Choi Il-hwa jako Ahn Dong-suk
- Heo Jung-gyu jako Kong Duk-ki
- Hong Il-kwon jako Hwang Tae-sung
- Ko In-beom jako ojciec Jang Yoo-jin

Gościnnie
- Lee Hyun-woo jako Park Dong-hwa
- Yoo Chae-yeong jako instruktor pływania
- Marco jako mężczyzna na basenie
- Lee Chan-ho jako Na Jae-woong
- Jeon Moo-song jako Kim Shin-woo
- Kim Young-ok jako Sa Bong-ja
- Hwang Bum-sik jako Cha Hoon-kyung

## Nagrody i nominacje
| Rok  | Nagroda                          | Kategoria                                 | Nominowany                   | Wynik     | Źródło |
| ---- | -------------------------------- | ----------------------------------------- | ---------------------------- | --------- | ------ |
| 2011 | KBS Drama Awards                 | Best Couple Award                         | Shin Ha-kyun i Choi Jung-won | Wygrana   | [ 3 ]  |
| 2011 | KBS Drama Awards                 | Netizen Award                             | Shin Ha-kyun                 | Wygrana   | [ 3 ]  |
| 2011 | KBS Drama Awards                 | Netizen Award                             | Choi Jung-won                | Wygrana   | [ 3 ]  |
| 2011 | KBS Drama Awards                 | Excellence Award, Actor in a Miniseries   | Jung Jin-young               | Wygrana   | [ 3 ]  |
| 2011 | KBS Drama Awards                 | Excellence Award, Actor in a Miniseries   | Shin Ha-kyun                 | Nominacja | [ 3 ]  |
| 2011 | KBS Drama Awards                 | Excellence Award, Actress in a Miniseries | Choi Jung-won                | Nominacja | [ 3 ]  |
| 2011 | KBS Drama Awards                 | Top Excellence Award, Actor               | Shin Ha-kyun                 | Nominacja | [ 3 ]  |
| 2011 | KBS Drama Awards                 | Wielka nagroda (Daesang)                  | Shin Ha-kyun                 | Wygrana   | [ 3 ]  |
| 2012 | Korean PD Awards                 | Najlepszy aktor                           | Shin Ha-kyun                 | Wygrana   | [ 4 ]  |
| 2012 | 48. Baeksang Arts Awards         | Najlepszy aktor telewizyjny               | Shin Ha-kyun                 | Nominacja | [ 5 ]  |
| 2012 | 48. Baeksang Arts Awards         | Najlepszy serial telewizyjny              | Brain                        | Nominacja | [ 5 ]  |
| 2012 | Seoul International Drama Awards | Best Actor                                | Shin Ha-kyun                 | Nominacja | [ 6 ]  |
| 2012 | K-Drama Star Awards              | Top Excellence Award, Actor               | Shin Ha-kyun                 | Nominacja |        |